# 周燕
周 燕（繁体字中国語: 周 燕、英語: Zhou Yan、ジョウ・イェン、1998年6月5日 - ）は、中国の女子ラグビー選手。

## プロフィール
- 中国出身[1]。
- ポジションはナンバーエイト(No8)。
- 身長 170cm、体重 70kg

## 略歴
2024年、パリ五輪の7人制女子中国代表に選ばれた。